# Jezero za Kalcem
Jezero za Kalcem, Veliki dol za Kalcem ali Jezero v Velikem dolu za Kalcem je eno manjših Pivških presihajočih jezer, ki se nahaja v dolini Veliki dol, severno od gradu Kalec. Dno kotanje je na enaki višini kot dno kotanje Kalskega jezera (553,8 m), vendar se jezero manjkrat pojavi, ker je bolj oddaljeno od reke Pivke. V dolino je po jugozahodnem pobočju speljan kolovoz.

## Vodostaj
Jezero se napolni redkeje, saj je precej oddaljeno od reke Pivke. Najprej se v jamčih nekdanjih njiv pojavijo luže. O jezeru lahko govorimo, ko se luže spojijo. Ob višjih ojezeritvah ne poplavi le severnega dela kotanje, ta je le izjemoma poplavljen.
V sponji tabeli so glavne stopnje ojezerjenja, pri katerih lahko pride tudi do manjših odstopanj.
| glavna stopnja ojezeritve | manjša stopnja ojezeritve | obseg jezera                                                            |
| ------------------------- | ------------------------- | ----------------------------------------------------------------------- |
| redna manjša              | F1                        | tri ali štiri luže v jamčih, zahodni dve se najprej spojita             |
| redna večja               | F2                        | jezero v osrednjem delu kotanje                                         |
| velika                    | F3                        | ojezerjen je večji del kotanje, razen južnega obrobja in severnega dela |
| zelo velika               | F4                        | ojezerjeno skoraj celotno dno, razen severnga dela                      |

### Praznjenje
Pri praznjenju si faze sledijo obratno. Najprej se jezero zmanjša le na osrednji del kotanje, kjer se nato spet loči na štiri luže. Voda se najdlje zadrže v srednjih dveh.

## Rastlinstvo
Dno jezera za Kalcem poraščajo srednjeevropski higromezofilni nižinski travniki s prevladujočo visoko pahovko, pobočja pa submediteranskoilirski polsuhi travniki ter submediteranska listopadna grmišča. Vzhodno prepadno pobočje do vznožja porašča gozdni otok, kjer v vznožju ležita tudi dva nasada nizkih smrek. Lastnik zemljišča kotanjo pokosi dvakrat letno, prvič na sredini junija ali že prej, drugič pa avgusta ali septembra.

## Zemljišča
V preteklosti je bilo dno preorano z njivami, kar lahko razberemo iz franciscejskega katastra, sedaj pa dno kotanje poraščajo travniki, ki so redno košeni. Leži na zemljišču št. 3436/18, ob izredno veliki ojezeritvi pa tudi na 3436/20, obe sta v katastrski občini 2509 (Bač).

## Sosednja vrtača
Sosednja vrtača ježi 35 m jugozahodno od jezera, z dnom 4,5 m višje na 558,3 m n. v.

### Vodostaj
Zaradi višje nadmorske višine se vrtača bolj poredko napolni z vodo, običajno ko jezero za Kalcem že prekriva večino kotanje. Ko pa se napolni, je lahko gladina vode zaradi bolj razpokanih kamnin pod vrtačo in velikega pritiska podtalnice višje, kot v jezeru za Kalcem. Rekord je bil novembra 2000, ko je bila gladina kar 5 m višje.
V sponji tabeli so glavne stopnje ojezerjenja, pri katerih lahko pride tudi do manjših odstopanj.
| glavna stopnja ojezeritve | manjša stopnja ojezeritve za jezero za Kalcem | manjša stopnja ojezeritve za vrtačo | obseg ojezerjenosti vrtače              |
| ------------------------- | --------------------------------------------- | ----------------------------------- | --------------------------------------- |
| velika                    | F3                                            | F1                                  | voda se pojavi v nižjem delu dna vrtače |
| zelo velika               | F4                                            | F2                                  | voda prekrije večino dna vrtače         |

Pri praznjenju si faze sledijo ravno obratno.

### Zemljišča
Vrtača leži na zemljišču 3436/18 v katastrski občini 2509 (Bač). Zemljišče je redno košen travnik.

## Zaščitenost & prepoznavnost

### Zaščitenost
Jezero je ekološko pomembno območje, opredeljeno je tudi kot potencialno posebno varstveno območje. Trenutno je pod varstvom Natura 2000 in kot območje IBA, ni pa del krajinskega parka Pivška presihajoča jezera.

### Prepoznavnost
Leta 2007 je Tanja Vasilevska izvedla anketo o prepoznavnosti jezer. Anketirala je 87 prebivalcev naselij v Pivški kotlini, ki so bili različnih starosti in z različno stopnjo izobrazbe. Podatki so prikazani v spodnji tabeli.
| kraj       | % anketirancev, ki pozna jezero |
| ---------- | ------------------------------- |
| Postojna   | 40                              |
| Prestranek | 0                               |
| Žeje       | 0                               |
| Petelinje  | 7,7                             |
| Pivka      | 0                               |
| Klenik     | 0                               |
| Palčje     | 23,1                            |
| Knežak     | 33,3                            |
| Zagorje    | 63,6                            |
| Bač        | 50                              |
| Šembije    | 0                               |

Jezero za Kalcem torej spada med manj prepoznana Pivška presihajoča jezera.